# Audi R8 (routière)
Pour les articles homonymes, voir Audi R8 et R8.
L'Audi R8 est une  voiture de sport du constructeur automobile allemand Audi. C'est le premier coupé GT deux-places de la marque qui rivalise ainsi avec les marques historiques de ce segment : Porsche, Ferrari, Chevrolet ou Aston Martin et Maserati.
L'Audi R8 tire son nom de la voiture de course homonyme, victorieuse aux 24 Heures du Mans. Le show-car Avus du salon automobile de Francfort de 1991, le prototype Audi quattro Spyder ou encore le concept-car Audi Le Mans quattro qui inaugura les LED, furent les inspirateurs de la R8 de série.
La R8 fut officiellement présentée au mondial de l'automobile de Paris de 2006 et est présente dans les concessions Audi depuis avril 2007. Elle est produite à Neckarsulm (Bade-Wurtemberg) en Allemagne ; sa construction est organisée comme dans une manufacture où des spécialistes vérifient la qualité de chaque pièce. Le prix de l'Audi, tout comme celui de ses concurrentes, dépasse la barre des 100 000 €, sans les options.
Face à l’engouement grandissant pour la R8 en Europe, Audi a dû revoir à la hausse sa cadence de production qui passe à 20 R8 par jour dès 2008 pour atteindre 20 000 voitures produites en juillet 2012. Le constructeur allemand s'est même décidé à décliner la R8, mue dans un premier temps par un moteur V8, en une version plus puissante (R8 V10) en 2009, une version de course (R8 LMS) en 2009, puis une version découvrable (R8 Spyder) en 2010.
La nouvelle Audi R8, présentée au Salon international de l'automobile de Genève 2015, est commercialisée fin septembre 2015.
En décembre 2021, Audi annonce que la troisième génération de R8 sera désormais entièrement électrique, confirmant ainsi de nombreuses rumeurs. La date de commercialisation de cette future R8 électrique n'est pas encore connue.